# Stubwieswipfel
Stubwieswipfel är ett berg i Österrike.   Det ligger i distriktet Kirchdorf och förbundslandet Oberösterreich, i den centrala delen av landet, 170 km väster om huvudstaden Wien. Toppen på Stubwieswipfel är 1 786 meter över havet, eller 293 meter över den omgivande terrängen. Bredden vid basen är 3,2 km.
Terrängen runt Stubwieswipfel är varierad. Stubwieswipfel ligger uppe på en höjd som går i öst-västlig riktning. Närmaste större samhälle är Liezen, 11,4 km sydväst om Stubwieswipfel. 
I omgivningarna runt Stubwieswipfel växer i huvudsak blandskog. Runt Stubwieswipfel är det ganska glesbefolkat, med 43 invånare per kvadratkilometer.